# Damian Szymański
Damian Szymański (Kraśnik, 1995. június 16. –) lengyel válogatott labdarúgó, a görög AÉK Athén középpályása.

## Pályafutása

### Klubcsapatokban
Szymański a lengyelországi Kraśnik városában született. Az ifjúsági pályafutását a helyi MUKS Kraśnik és Stal Kraśnik csapatában kezdte, majd a GKS Bełchatów akadémiájánál folytatta.
2013-ban mutatkozott be a GKS Bełchatów felnőtt keretében. 2016-ban az első osztályban szereplő Jagiellonia Białystok, majd 2017-ben a Wisła Płock szerződtette. 2019-ben az orosz Ahmat Groznijhoz igazolt. A 2019–20-as szezon második felében a görög első osztályban érdekelt AÉK Athén csapatát erősítette kölcsönben. 2020. július 1-jén négyéves szerződést kötött a görög együttessel. Először a 2020. december 21-ei, Volosz ellen 2–2-es döntetlennel zárult mérkőzésen lépett pályára. Első ligagólját 2021. február 15-én, a Láriszasz ellen idegenben 4–2-re megnyert találkozón szerezte meg.

### A válogatottban
Szymański 2014-ben tagja volt a lengyel U20-as válogatottnak.
2018-ban debütált a felnőtt válogatottban. Először a 2018. szeptember 7-ei, Olaszország ellen 1–1-es döntetlennel zárult mérkőzés 56. percében, Mateusz Klichet váltva lépett pályára. Első válogatott gólját 2021. szeptember 8-án, Anglia ellen 1–1-es döntetlennel végződő VB-selejtezőn szerezte meg.

## Statisztikák
2023. május 24. szerint
| Klub                   | Szezon   | Osztály             | Bajnokság | Bajnokság | Kupa és Ligakupa | Kupa és Ligakupa | Nemzetközi | Nemzetközi | Összesen | Összesen |
| Klub                   | Szezon   | Osztály             | Meccs     | Gól       | Meccs            | Gól              | Meccs      | Gól        | Meccs    | Gól      |
| ---------------------- | -------- | ------------------- | --------- | --------- | ---------------- | ---------------- | ---------- | ---------- | -------- | -------- |
| GKS Bełchatów          | 2013–14  | I Liga              | 16        | 2         | 0                | 0                | —          | —          | 16       | 2        |
| GKS Bełchatów          | 2014–15  | Ekstraklasa         | 19        | 0         | 0                | 0                | —          | —          | 19       | 0        |
| GKS Bełchatów          | 2015–16  | I Liga              | 10        | 0         | 0                | 0                | —          | —          | 10       | 0        |
| GKS Bełchatów          | Összesen | Összesen            | 45        | 2         | 0                | 0                | 0          | 0          | 45       | 2        |
| Jagiellonia Białystok  | 2016–17  | Ekstraklasa         | 15        | 1         | 0                | 0                | —          | —          | 15       | 1        |
| Jagiellonia Białystok  | 2017–18  | Ekstraklasa         | 1         | 0         | 0                | 0                | 2          | 0          | 3        | 0        |
| Jagiellonia Białystok  | Összesen | Összesen            | 16        | 1         | 0                | 0                | 2          | 0          | 18       | 1        |
| Wisła Płock            | 2017–18  | Ekstraklasa         | 29        | 4         | 0                | 0                | —          | —          | 29       | 4        |
| Wisła Płock            | 2018–19  | Ekstraklasa         | 20        | 2         | 3                | 2                | —          | —          | 23       | 4        |
| Wisła Płock            | Összesen | Összesen            | 49        | 6         | 3                | 2                | 0          | 0          | 52       | 8        |
| Ahmat Groznij          | 2018–19  | Premjer Liga        | 9         | 0         | 0                | 0                | —          | —          | 9        | 0        |
| Ahmat Groznij          | 2019–20  | Premjer Liga        | 4         | 0         | 0                | 0                | —          | —          | 4        | 0        |
| Ahmat Groznij          | Összesen | Összesen            | 13        | 0         | 0                | 0                | 0          | 0          | 13       | 0        |
| AÉK Athén (kölcsönben) | 2019–20  | Super League Greece | 16        | 1         | 5                | 0                | —          | —          | 21       | 1        |
| AÉK Athén              | 2020–21  | Super League Greece | 21        | 3         | 6                | 1                | —          | —          | 27       | 4        |
| AÉK Athén              | 2021–22  | Super League Greece | 32        | 2         | 3                | 0                | 2          | 0          | 37       | 2        |
| AÉK Athén              | 2022–23  | Super League Greece | 30        | 2         | 4                | 0                | —          | —          | 34       | 2        |
| AÉK Athén              | Összesen | Összesen            | 99        | 8         | 18               | 1                | 2          | 0          | 119      | 9        |
| Összesen               | Összesen | Összesen            | 222       | 17        | 21               | 3                | 4          | 0          | 247      | 20       |

### A válogatottban
| Válogatott    | Év       | Pályára lépés | Gól |
| ------------- | -------- | ------------- | --- |
| Lengyelország | 2018     | 4             | 0   |
| Lengyelország | 2021     | 3             | 1   |
| Lengyelország | 2022     | 3             | 0   |
| Lengyelország | 2023     | 4             | 1   |
| Összesen      | Összesen | 14            | 2   |

#### Góljai a válogatottban
| # | Időpont             | Helyszín                              | Ellenfél   | Gólok | Eredmény | Kiírás               |
| - | ------------------- | ------------------------------------- | ---------- | ----- | -------- | -------------------- |
| 1 | 2021. szeptember 8. | Nemzeti Stadion, Varsó, Lengyelország | Anglia     | 1–1   | 1–1      | 2022-es VB-selejtező |
| 2 | 2023. március 24.   | Fortuna Arena, Prága, Csehország      | Csehország | 1–3   | 1–3      | 2024-es EB-selejtező |

## Sikerei, díjai
GKS Bełchatów
- I Liga
  - Feljutó (1): 2013–14